# Vrije abelse groep
In de abstracte algebra en meer specifiek in de groepentheorie is een vrije abelse groep een abelse groep die een "basis" heeft in de zin dat elk element van de groep op een en slechts een manier geschreven kan worden als een eindige lineaire combinatie met geheeltallige coëfficiënten van elementen van de basis. Vandaar dat vrij abelse groepen over een basis {\displaystyle B} ook wel bekendstaan als formele sommen over {\displaystyle B}. Informeel kan een element van een vrije abelse groep gezien worden als een formele som of als getekende multisets met eindig veel elementen van de basis {\displaystyle B} waarbij de coëfficiënt van een basiselement opgevat wordt als de multipliciteit van dat element. 
Vrije abelse groepen kunnen vergeleken worden met vectorruimten, of opgevat worden  als een vrij {\displaystyle \mathbb {Z} }-moduul. Elke vrije abelse groep heeft een rang, die gedefinieerd is als de kardinaliteit van een basis. De rang bepaalt de groep op isomorfie na. Elke deelgroep van een vrije abelse groep is zelf weer een vrije abelse groep, wat belangrijk is voor de beschrijving van een algemene abelse groep als een cokern van een homomorfisme tussen vrije abelse groepen.

## Voorbeeld
Laat {\displaystyle G=\mathbb {Z} \oplus \mathbb {Z} } de directe som van twee kopieën van de oneindige cyclische groep {\displaystyle \mathbb {Z} } zijn.
Symbolisch geldt dat
{\displaystyle G=\{(a,b)|a,b\in \mathbb {Z} \}}
Een basis voor deze groep is {\displaystyle e_{1}=(1,0),\,e_{2}=(0,1)}. Dan is:
{\displaystyle (4,3)=4e_{1}+3e_{2}}
Met deze basis is er geen andere manier om (4,3) te schrijven, maar met de keuze dat {\displaystyle f_{1}=(1,0),\,f_{2}=(1,1)} als basis is (4,3) te schrijven als
{\displaystyle (4,3)=f_{1}+3f_{2}}
In tegenstelling tot vectorruimten, hebben niet alle abelse groepen een basis, vandaar de speciale naam voor die abelse groepen die wel een basis hebben.
(De groep met periodieke elementen is bijvoorbeeld geen vrije abelse groep, omdat elk element op een oneindig aantal manieren kan worden uitgedrukt, eenvoudigweg door een arbitrair getal van cycli geconstrueerd uit een periodiek element in te voeren.) 
De triviale abelse groep {0} wordt geacht een vrije abelse groep te zijn met als basis de lege verzameling.

## Terminologie
Merk op dat een vrije abelse groep niet een vrije groep is. Hierop zijn twee uitzonderingen: een vrije abelse groep met een lege basis (rang 0, die de triviale groep geeft) of een vrije abelse groep met slechts één element in de basis (rang 1, wat de oneindige cyclische groep geeft). Andere abelse groepen zijn geen vrije groepen, omdat {\displaystyle ab} in vrije groepen moet verschillen van {\displaystyle ba}, indien {\displaystyle a} en {\displaystyle b} verschillende elementen van de basis zijn.

## Eigenschappen
1. Voor elke verzameling {\displaystyle B} bestaat er een vrije abelse groep met basis {\displaystyle B}, en alle vrije abelse groepen die {\displaystyle B} als basis hebben, zijn isomorf. Een voorbeeld kan worden geconstrueerd als de abelse groep van geheelwaardige functies op {\displaystyle B} met slechts een eindig aantal waarden ongelijk aan nul. Dit is de directe som van de kopieën van {\displaystyle \mathbb {Z} }, één kopie voor elk element van {\displaystyle B}.
2. Voor  een vrije abelse groep {\displaystyle F} met basis {\displaystyle B} geldt de  universele eigenschap dat er voor elke willekeurige functie {\displaystyle f} van {\displaystyle B} naar een willekeurige abelse groep {\displaystyle A} een uniek groepshomomorfisme van {\displaystyle F} naar {\displaystyle A} bestaat die de functie {\displaystyle f} uitbreidt. Deze universele eigenschap kan ook gebruikt worden om vrije abelse groepen te definiëren.
3. Bij elke abelse groep {\displaystyle A} bestaat er een vrije abelse groep {\displaystyle F} en een surjectief groepshomomorfisme van {\displaystyle F} naar {\displaystyle A}. Dit volgt uit de universele eigenschap die hierboven wordt vermeld.
4. Alle vrije abelse groepen zijn torsievrij, en alle eindige gegenereerde torsievrije abelse groepen zijn vrije abelse groepen. (Hetzelfde geldt voor vlakheid, omdat een abelse groep dan en slechts dan torsie-vrij is als de abelse groep vlak is.) De additieve groep van rationale getallen {\displaystyle \mathbb {Q} } is een (niet eindig gegenereerde) torsievrije groep die geen vrije abels groep is. De reden: {\displaystyle \mathbb {Q} } is deelbaar, terwijl niet-nulzijnde vrije abelse groepen echter nooit deelbaar zijn.
5. Vrije abelse groepen zijn een speciaal geval van vrije modulen, aangezien abelse groepen niets meer zijn dan modulen over de ring {\displaystyle \mathbb {Z} }.

Belangrijk is dat elke deelgroep van een vrije abelse groep zelf ook een vrije abelse groep is. Als gevolg daarvan bestaat er voor elke abelse groep {\displaystyle A} een korte exacte rij
{\displaystyle 0\longrightarrow G\longrightarrow F\longrightarrow A\longrightarrow 0}
waarin {\displaystyle F} en {\displaystyle G} vrije abelse groepen zijn. Dit betekent dat {\displaystyle A} isomorf is met de factorgroep {\displaystyle F/G}). Dit wordt een vrije resolutie van {\displaystyle A} genoemd. Bovendien zijn de vrije abelse groepen precies de projectieve objecten in de categorie van abelse groepen.
Het kan verrassend moeilijk zijn om te bepalen of een concreet gegeven groep al of niet een vrije abelse groep is. Denk bijvoorbeeld aan de Baer-Specker-groep {\displaystyle \mathbb {Z} ^{\mathbb {N} }}, het directe product van aftelbaar vele kopieën van {\displaystyle \mathbb {Z} }. Reinhold Baer bewees in 1937 dat deze groep geen vrije abelse groep is; Specker bewees in 1950 dat elke aftelbare deelgroep van {\displaystyle \mathbb {Z} ^{\mathbb {N} }} een vrije abelse groep is.

## Voetnoten
1. ↑  Griffith, p.18